# Louise Geneviève de Le Hye
Louise Geneviève de Le Hye (Charenton, 8 de març de 1810 - París, 17 de novembre de 1838) fou una organista i compositora francesa.
Era descendent col·lateral del cèlebre filòsof Jean-Jacques Rousseau, i als onze anys fou admesa en el Conservatori de París, on despertà l'admiració dels seus professors per les seves excepcionals aptituds. El 1830 Cherubini li confià una classe d'harmonia per a senyoretes, i al cap del temps abandonà aquest càrrec per haver-se casat. Morí prematurament a conseqüència d'una afecció del fetge.
Deixà un oratori dramàtic titulat Le songe de la religeuse, una Fantasia per a orgue amb acompanyament i altres moltes composicions. També fou una distingida escriptora i publicà en la Gazette des salons, les novel·les i publicà J'ai vu i Les deux justices.